# 동원감란시기 임시조관
동원감란시기 임시조관(動員戡亂時期臨時條款) 또는 반란진정동원시기 임시조항(反亂鎭定動員時期臨時條項), 반란평정시기 임시조관(反亂平定時期臨時條款)은 중화민국 헌법의 임시조항이다. 1948년 5월 10일 선포되어 1991년 5월 1일 폐지되었다. 감란(戡亂)이란 난을 진압(戡)한다는 뜻이다.

## 역사
중화민국의 국민정부(國民政府)가 1947년에 《중화민국 헌법(中華民國憲法)》을 발표했을 때는, 중국 공산당의 세력이 점차 넓어져 가고 있을 때였다. 이에 장개석(蔣介石)은 같은 해 7월 4일 남경(南京) 국민정부 제6차 국무회의에서 「전국 총동원령을 엄히 시행해, 공비의 반란을 진압한다(厲行全國總動員，以戡共匪叛亂)」는 동원령을 내리니, 중화민국 전역은 「동원감란시기(動員戡亂時期)」에 접어들었다.
동원감란시기 임시조관은 1948년 4월, 국민대회에서 제정되어 같은 해 5월 10일부터 시행된 임시 조치였다. 본래 유효기간은 2년이었으나, 중화민국 정부가 국공내전으로 인해 타이완으로 이전하자, 이 임시조치는 타이완 내에서 계속되어, 1991년 폐지될 때까지 5차례에 걸쳐 수정을 거듭하였다.

## 같이 보기
- 중화민국 헌법
- 국민대회
- 중화민국 입법원
- 만년국회(중국어판)
- 들백합 학생운동(중국어판)
- 타이완성 계엄령